# Taltsi arkitektur- och etnografiska museum

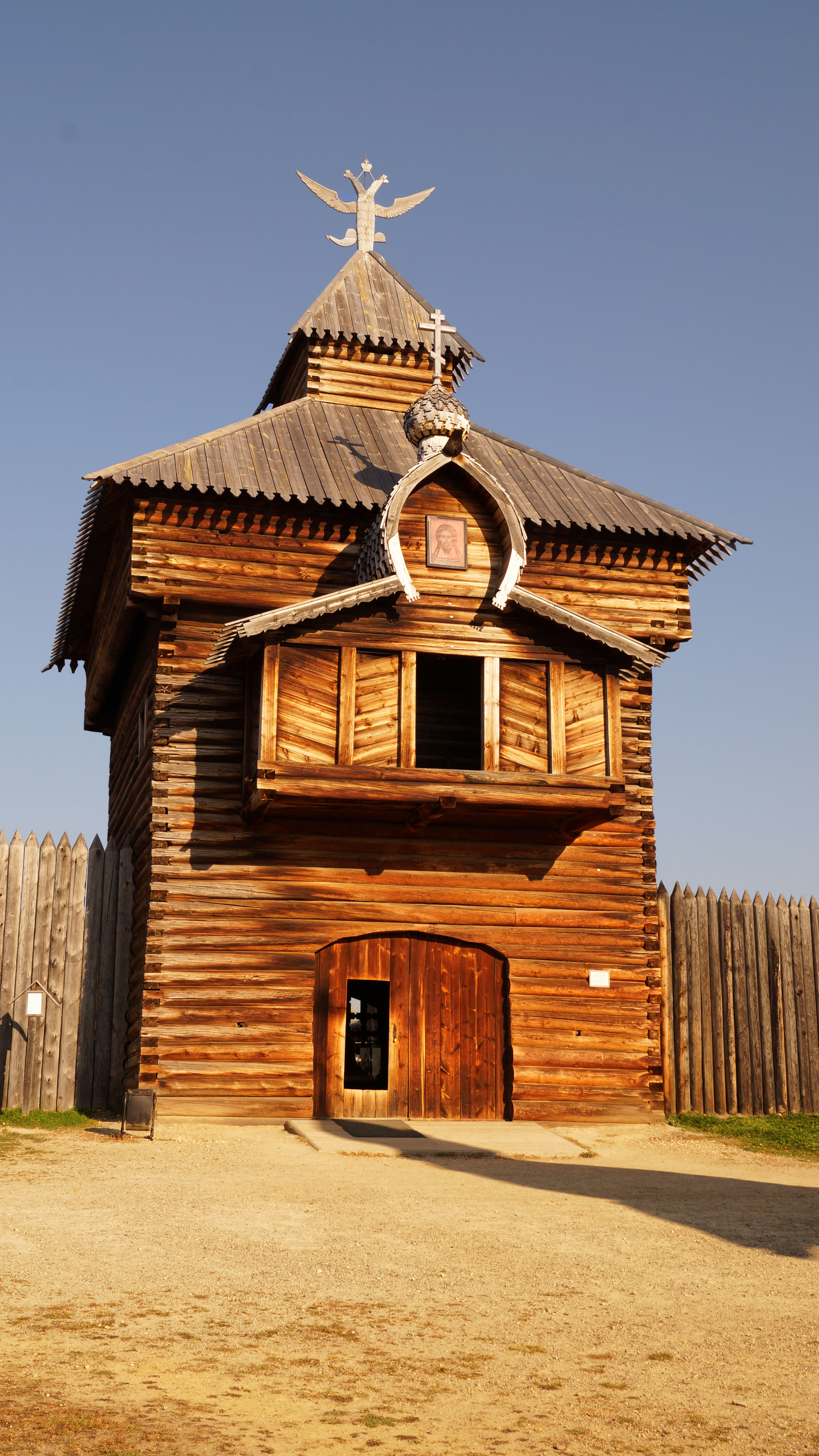
Tornet på ostrogen från Ust-Ilimsk

Taltsi arkitektur- och etnografiska museum (ryska: Архитектурно-этнографический музей ТАЛЬЦЫ) är ett frilufts- och etnografiskt museum i Irkutsk i Sibirien i Ryssland.
Taltsimuseet för arkitektur och etnografi har historiska, arkitektoniska och etnografiska samlingar från 1600–talet och framåt. Det ligger vid byn Taltsi på östra stranden av floden Angara vid vägen från Irkutsk till Bajkalsjön. Museet öppnade 1980 som en gren av Irkutsks statliga museer. Det blev en självständig institution 1994.
Museet behandlar fyra kulturer: rysk, burjat-, evenk- och tofalarkultur. Burjater, evenker och tofalarer är ursprungsfolk i Bajkalregionen. 
Museet har bland annat träarkitekturbyggnader från Bajkalregionen från 1600 till början av 1900-talet från främst Bratsk- och Ust-Ilimsk-områdena. 

## Bildgalleri

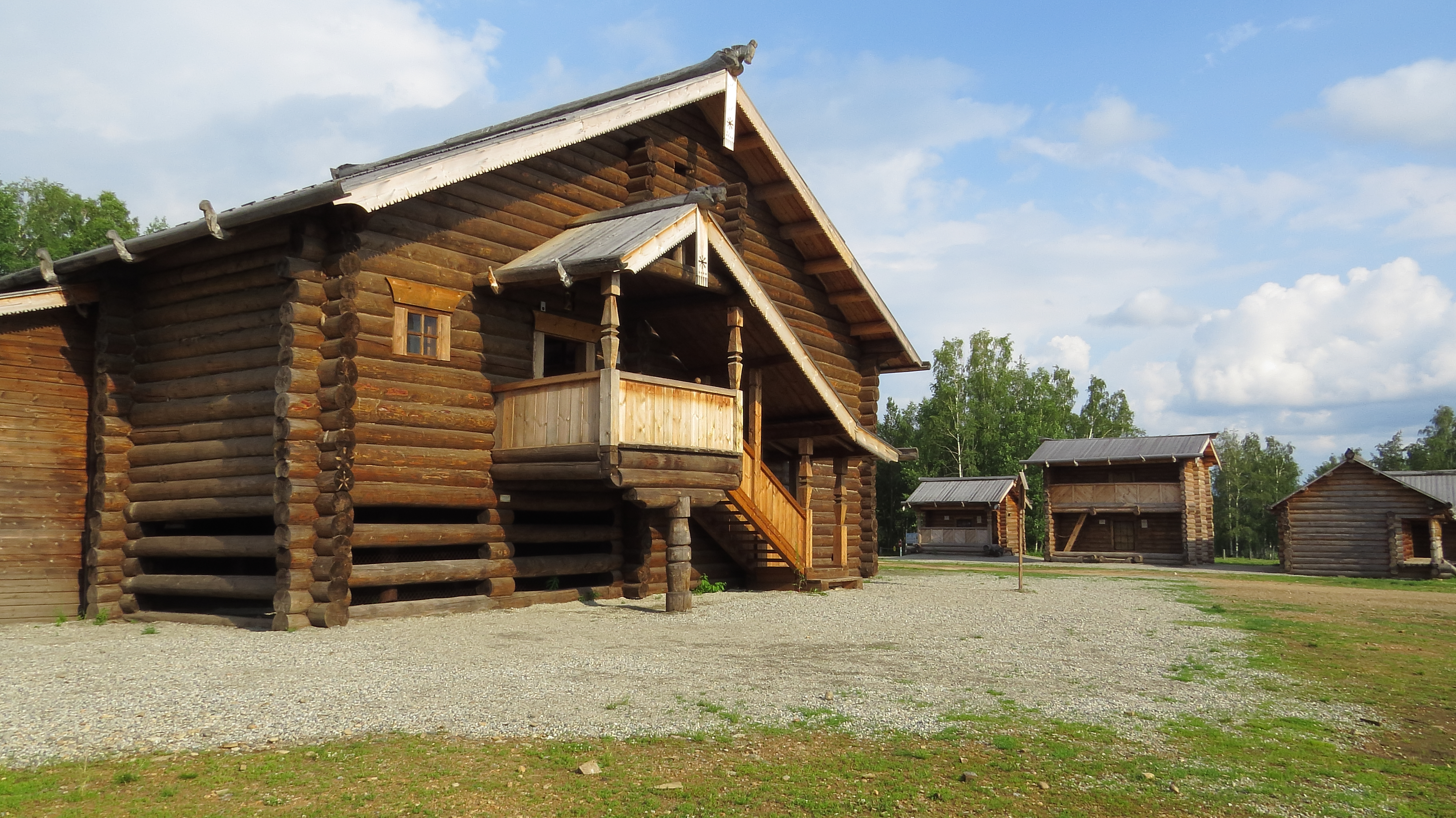
Bostadshus
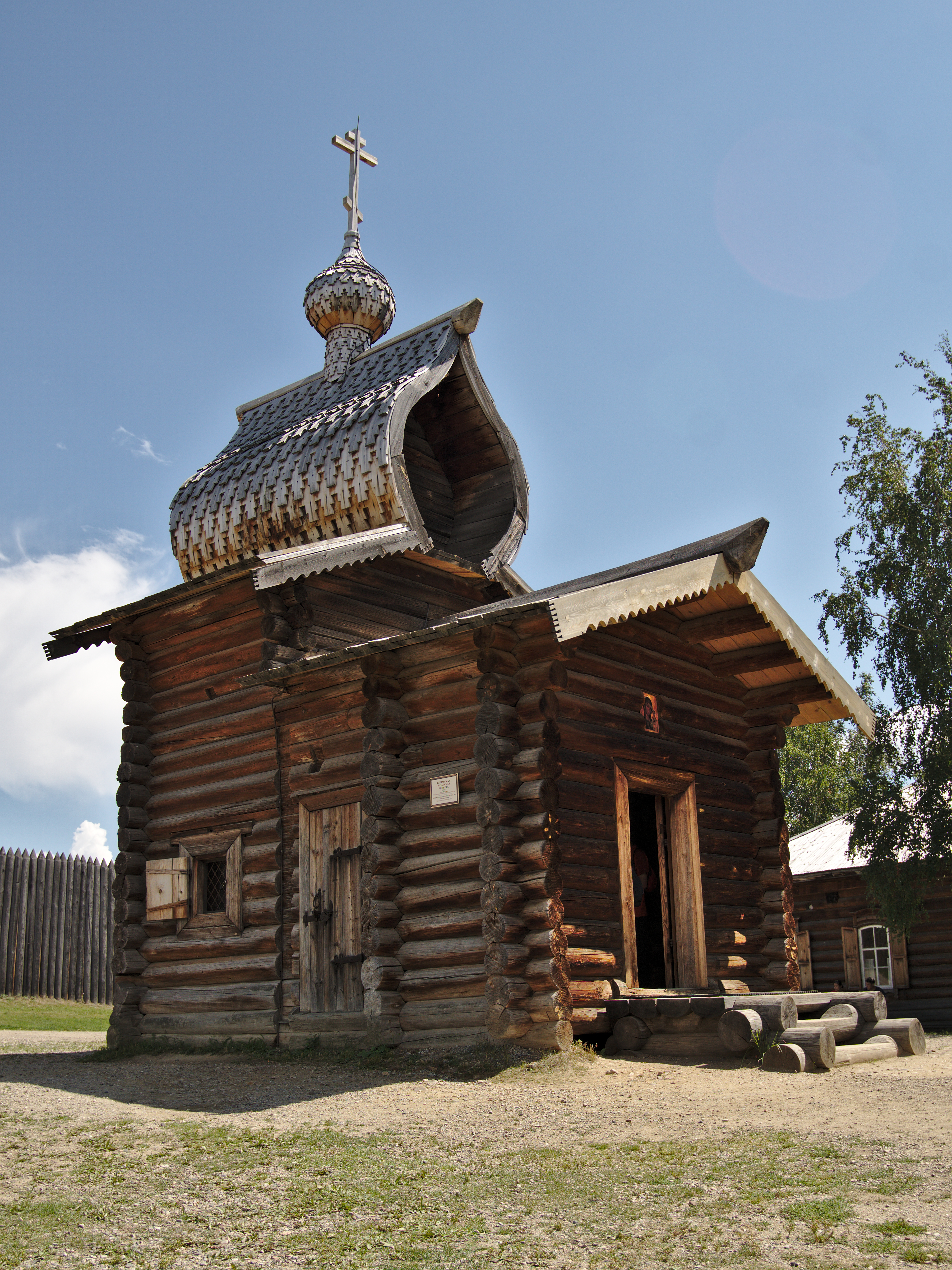
Kyrka från Kazan från 1679
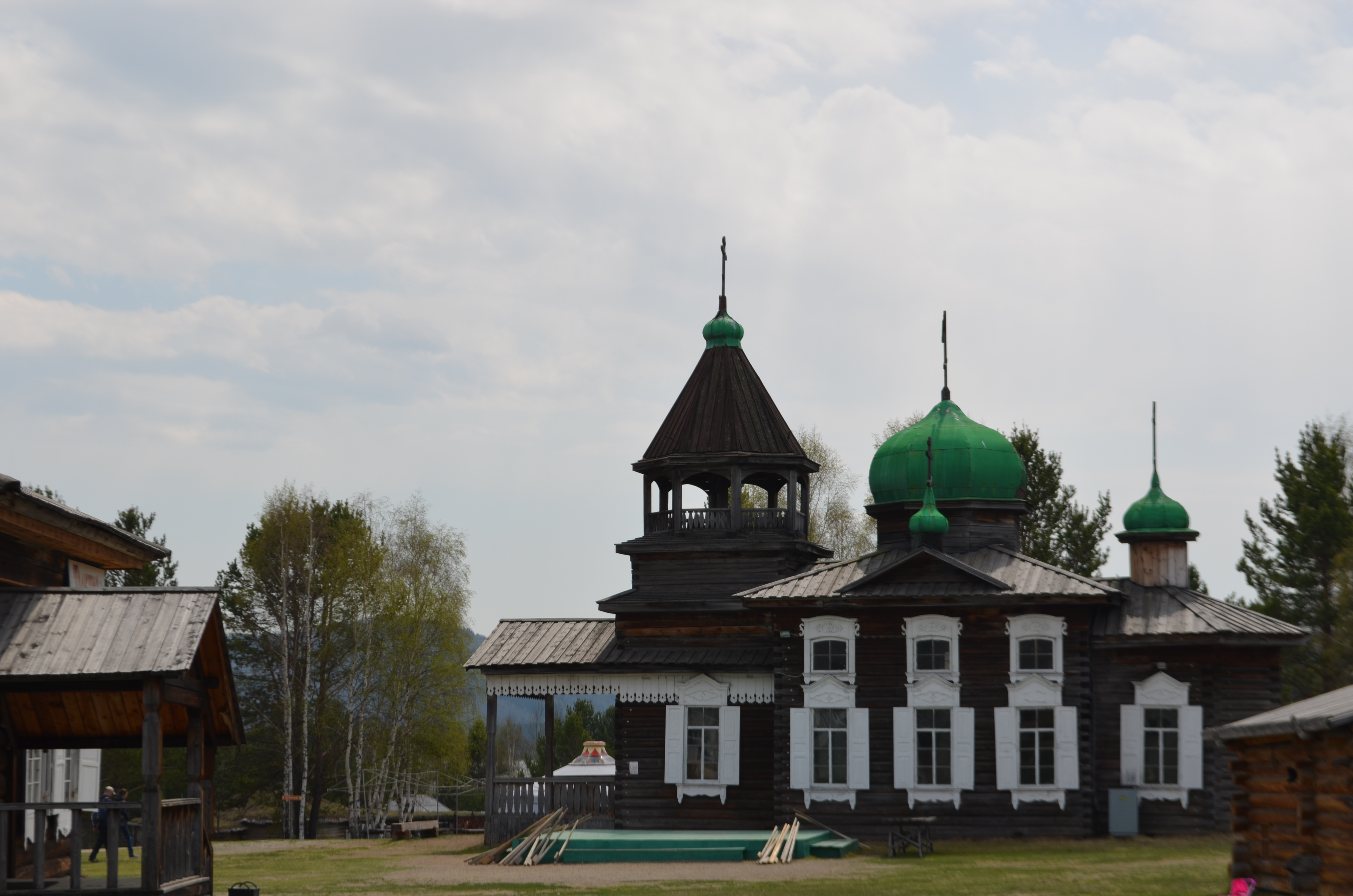
Treenighetskyrkan
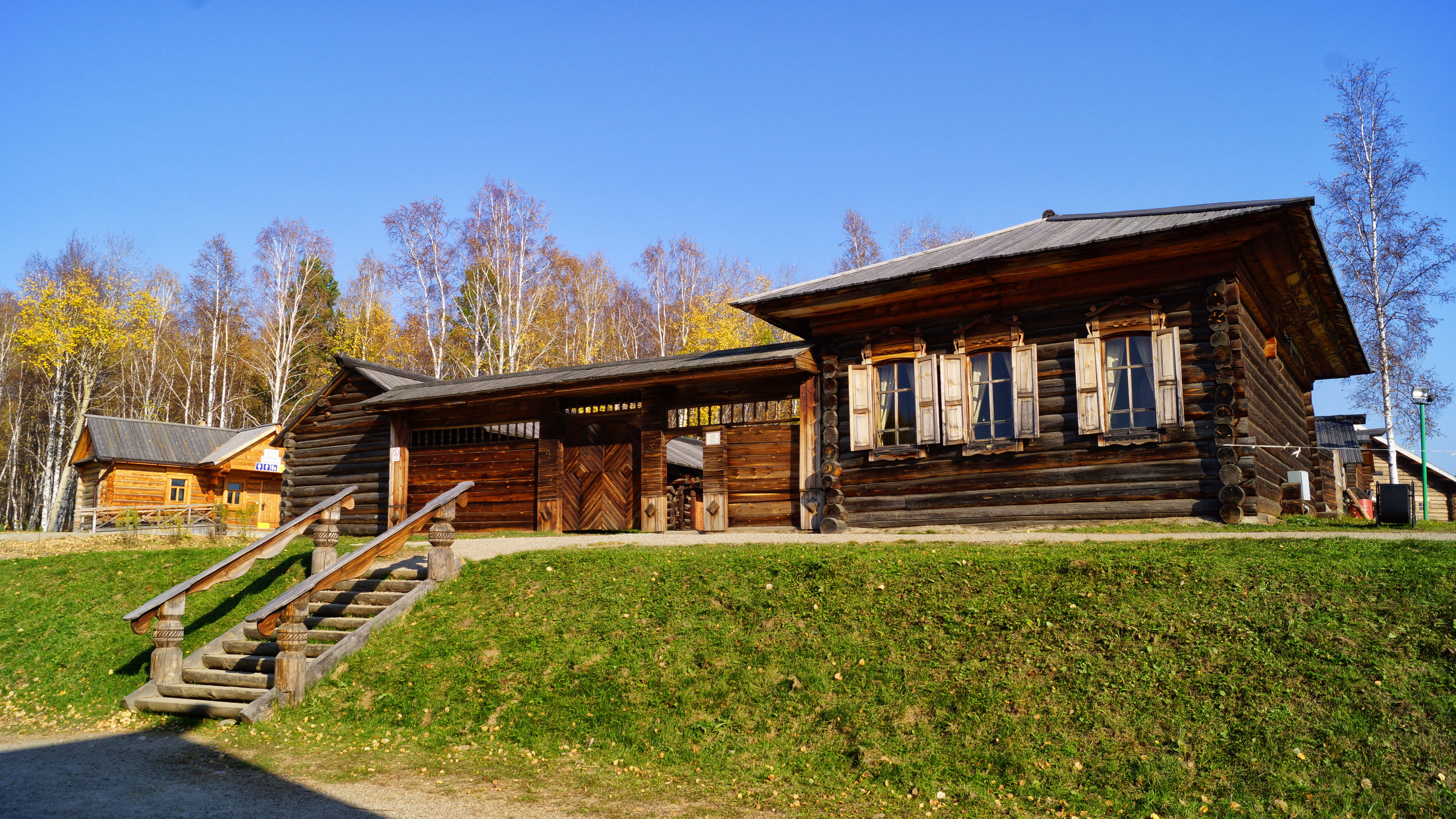
Gården Zarubin från byn Ederma
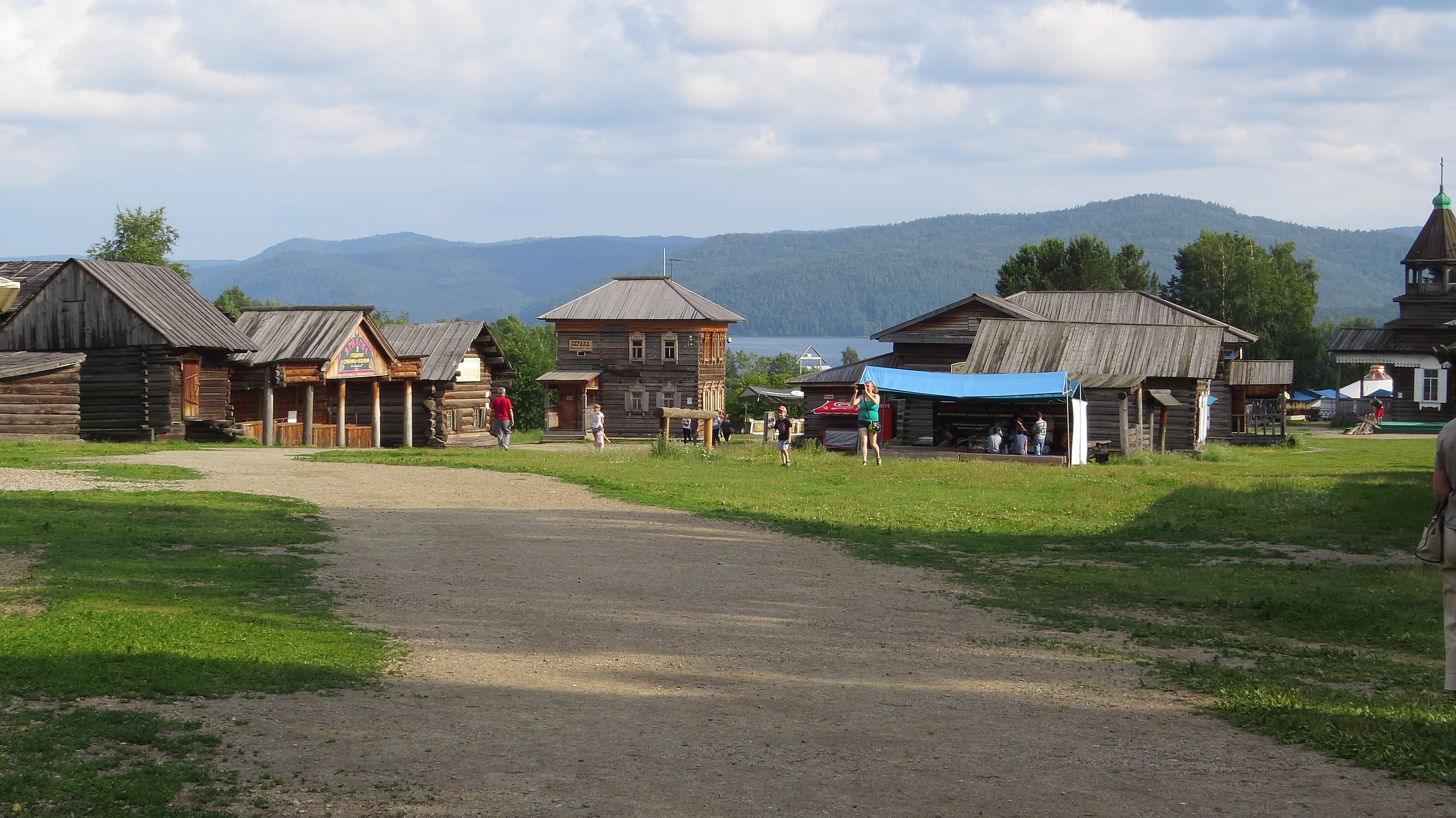
Allmänningen
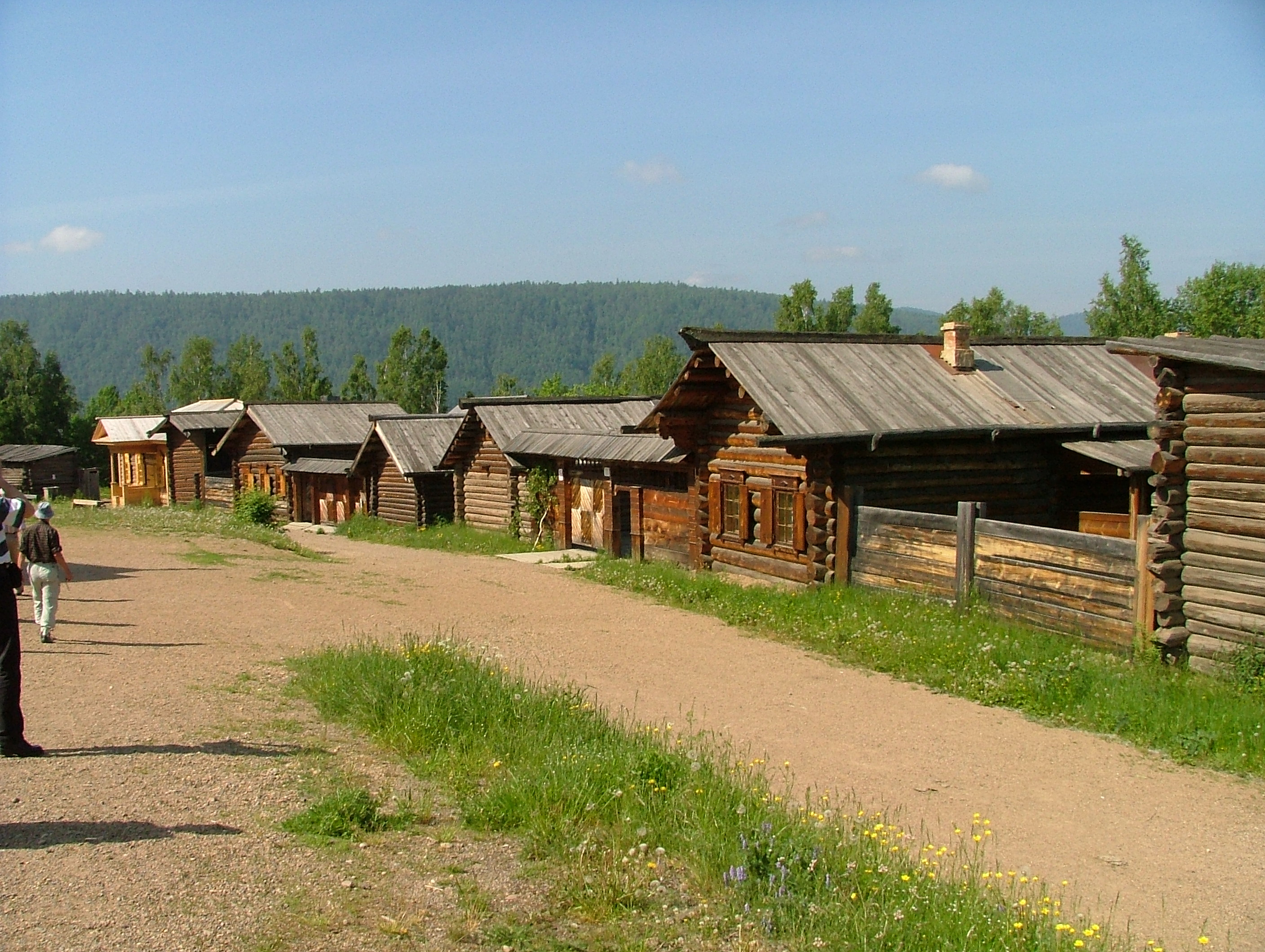
Bygatan
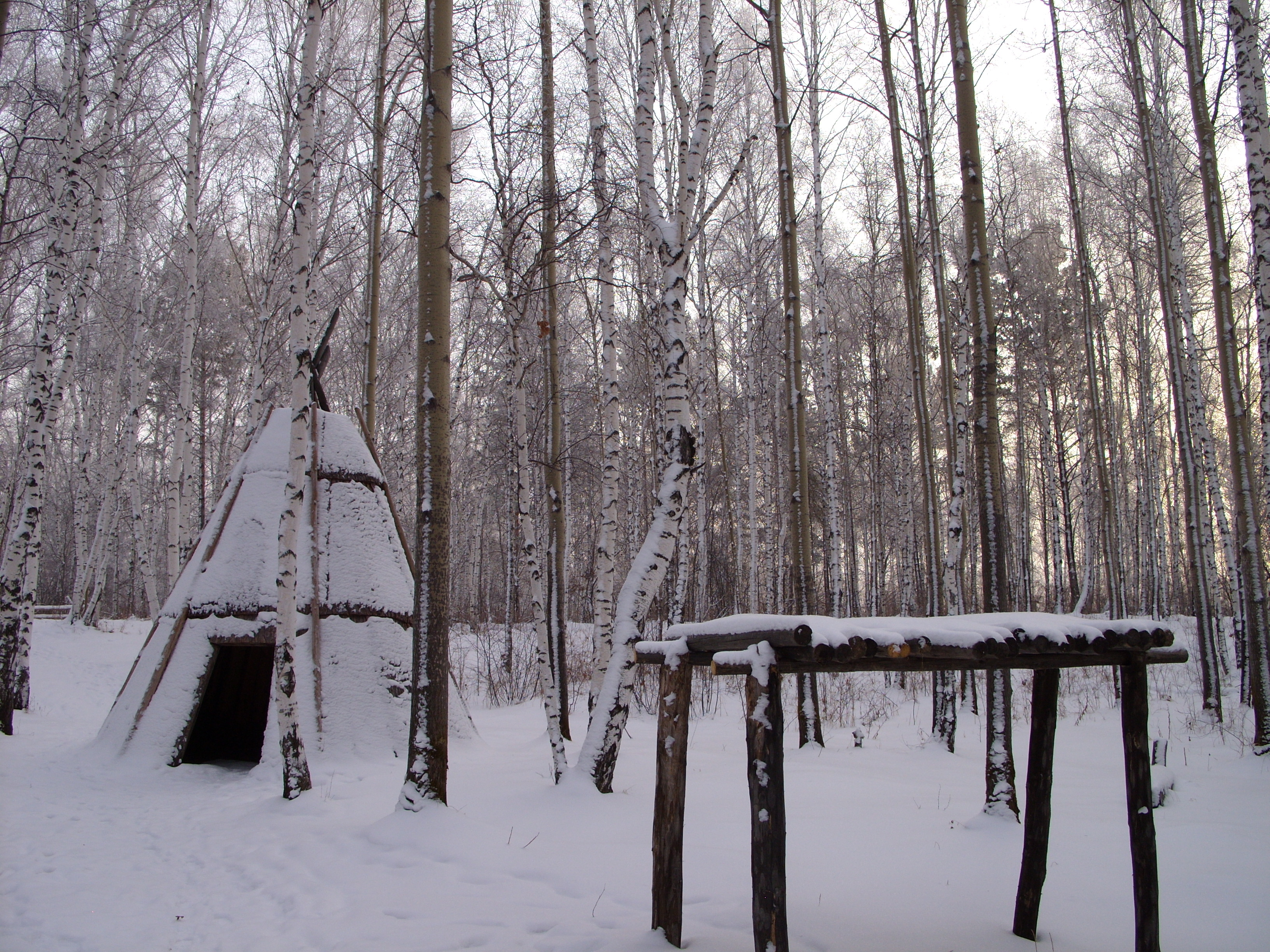
Ett evenkläger
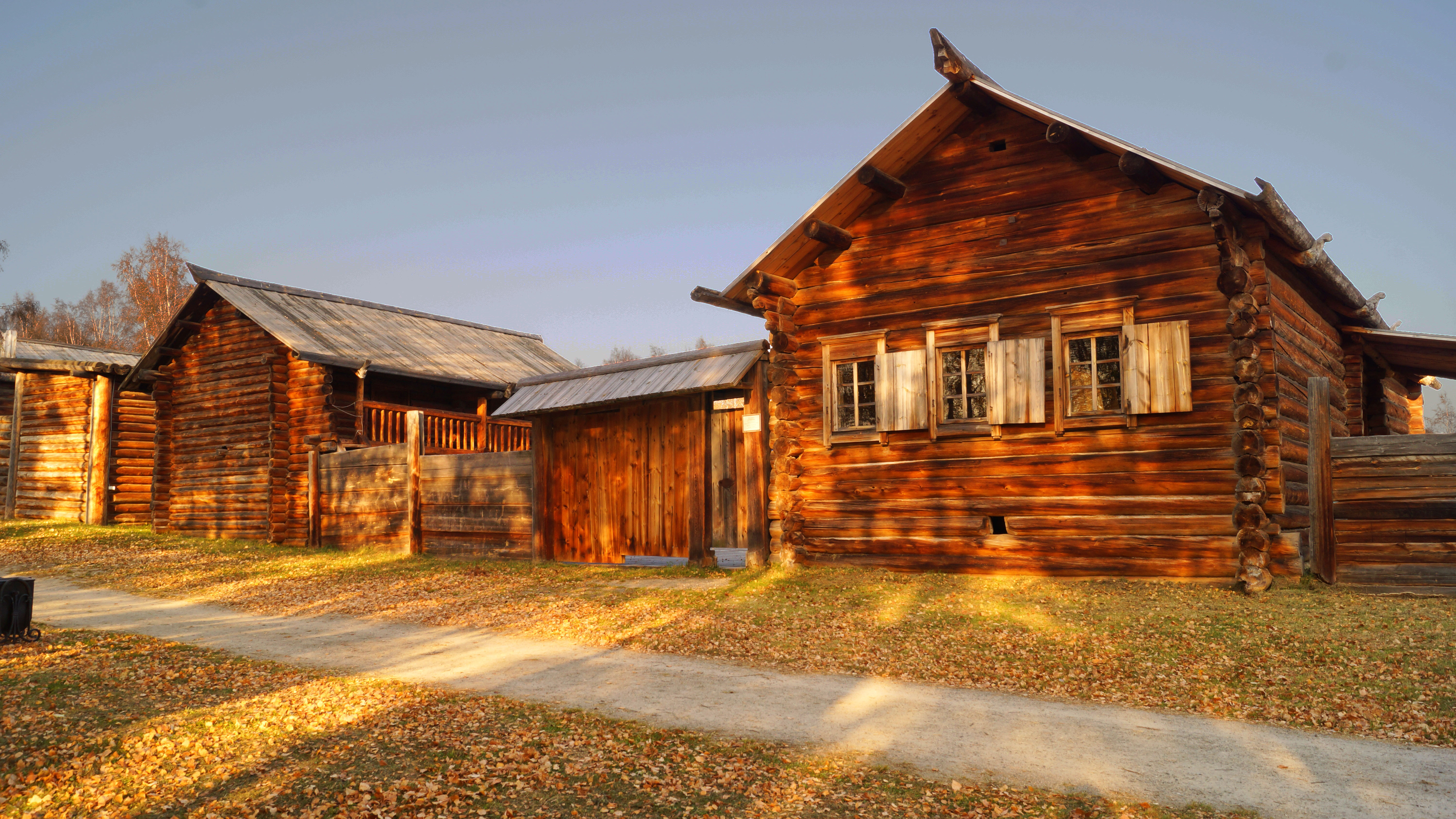
Gården Serysheva
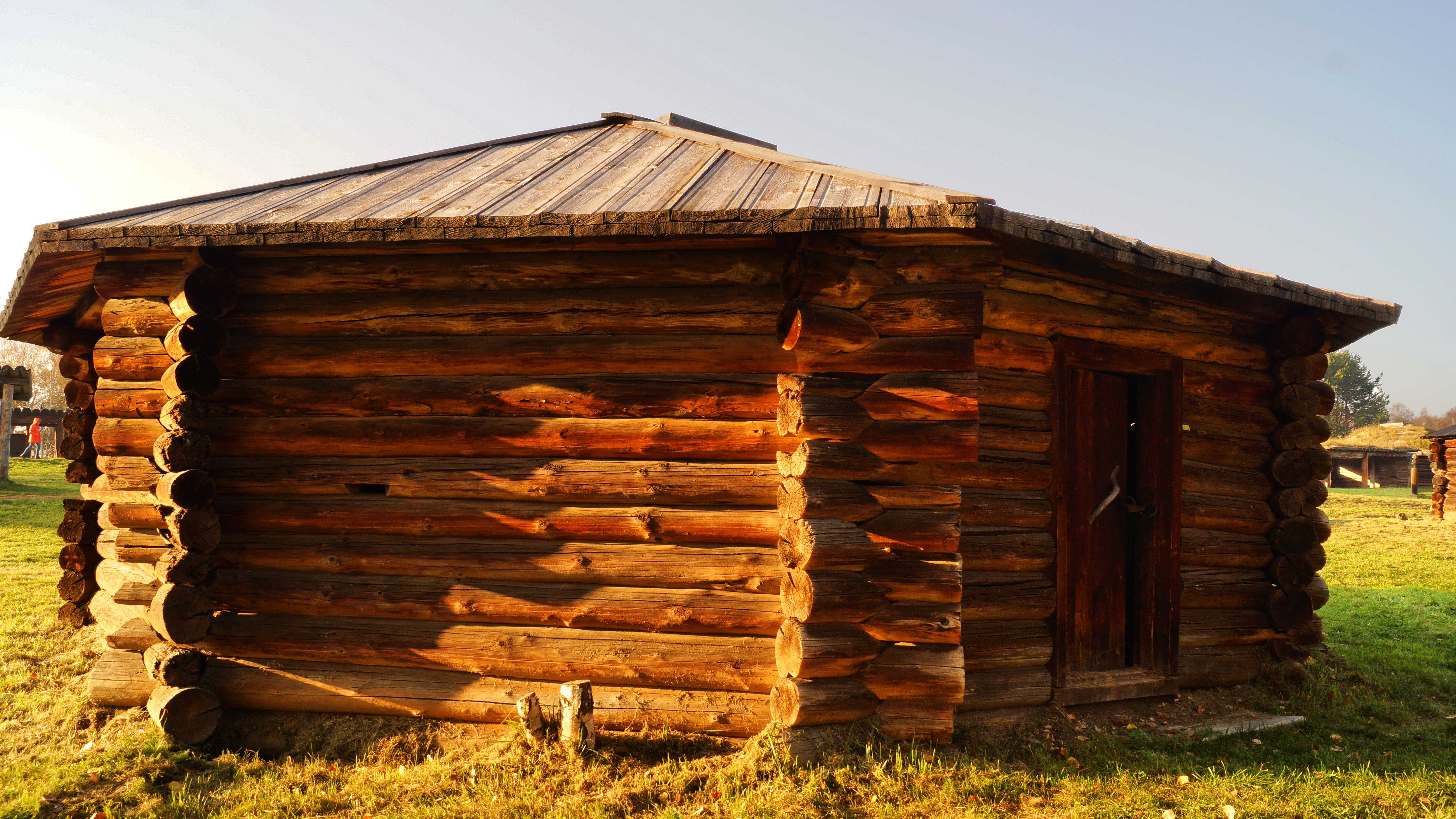
Stockstuga